# Brooksville (Oklahoma)
Brooksville – miasto w Stanach Zjednoczonych, w stanie Oklahoma, w hrabstwie Pottawatomie.